# Veikkausliiga 2019
Die Veikkausliiga 2019 war die 30. Spielzeit der höchsten finnischen Spielklasse im Fußball der Männer unter diesem Namen sowie die 89. Saison seit deren Einführung im Jahre 1930. Die Saison begann am 3. April und endete am 3. November 2019.

## Modus
Zunächst trafen alle zwölf Mannschaften in der Hauptrunde jeweils zweimal aufeinander. Danach ermittelten die ersten sechs Mannschaften in der Meisterschaftsrunde den Meister, während die letzten sechs Mannschaften in der Abstiegsrunde spielten. In diesen Runden wurde nur die Hinrunde ausgespielt, sodass es hierbei jeweils zu fünf Spieltagen kam. Die Punkte aus der Hauptrunde wurden jeweils übernommen.
Der Meister nimmt an der Qualifikation zur UEFA Champions League teil. In der UEFA Europa League nimmt der Vizemeister und der Pokalsieger sowie der Gewinner der Europa League Play-off teil. Der Tabellenletzte stieg direkt ab, der Vorletzte muss in die Relegation.

## Teilnehmende Mannschaften
| Verein                       | Stadt     | Stadion                 | Kapazität |
| ---------------------------- | --------- | ----------------------- | --------- |
| FC Honka Espoo               | Espoo     | Tapiolan urheilupuisto  | 04.100    |
| FC Lahti                     | Lahti     | Stadion Lahti           | 14.465    |
| Helsingfors IFK HJK Helsinki | Helsinki  | Telia 5G -areena        | 10.770    |
| IFK Mariehamn                | Mariehamn | Wiklöf Holding Arena    | 05.637    |
| Inter Turku                  | Turku     | Veritas-Stadion         | 09.372    |
| Kokkolan Palloveikot         | Kokkola   | Kokkolan keskuskenttä   | 02.000    |
| Kuopion PS                   | Kuopio    | Magnum Areena           | 04.700    |
| Rovaniemi PS                 | Rovaniemi | Rovaniemen keskuskenttä | 04.768    |
| Seinäjoen JK                 | Seinäjoki | OmaSP Stadion           | 06.000    |
| Ilves Tampere                | Tampere   | Tammela Stadion         | 05.050    |
| Vaasan PS                    | Vaasa     | Elisa Stadion           | 06.009    |

## Hauptrunde

### Tabelle
| Pl. | Verein                   | Sp. | S  | U  | N  | Tore    | Diff. | Punkte |
| --- | ------------------------ | --- | -- | -- | -- | ------- | ----- | ------ |
| 1.  | Inter Turku (P)          | 22  | 13 | 3  | 6  | 039:250 | +14   | 42     |
| 2.  | Kuopion PS               | 22  | 11 | 7  | 4  | 039:230 | +16   | 40     |
| 3.  | Ilves Tampere            | 22  | 11 | 7  | 4  | 029:180 | +11   | 40     |
| 4.  | HJK Helsinki (M)         | 22  | 8  | 10 | 4  | 028:220 | +6    | 34     |
| 5.  | FC Honka Espoo           | 22  | 10 | 4  | 8  | 031:270 | +4    | 34     |
| 6.  | IFK Mariehamn            | 22  | 9  | 4  | 9  | 029:230 | +6    | 31     |
| 7.  | Seinäjoen JK             | 22  | 7  | 7  | 8  | 017:230 | −6    | 28     |
| 8.  | FC Lahti                 | 22  | 7  | 7  | 8  | 021:290 | −8    | 28     |
| 9.  | Helsingfors IFK (N)      | 22  | 6  | 8  | 8  | 025:290 | −4    | 26     |
| 10. | Rovaniemi PS             | 22  | 6  | 6  | 10 | 019:250 | −6    | 24     |
| 11. | Kokkolan Palloveikot (N) | 22  | 4  | 4  | 14 | 019:390 | −20   | 16     |
| 12. | Vaasan PS                | 22  | 2  | 9  | 11 | 022:350 | −13   | 15     |

Platzierungskriterien: 1. Punkte – 2. Tordifferenz – 3. geschossene Tore

| (M) | amtierender Meister     |
| (P) | amtierender Pokalsieger |
| (N) | Neuaufsteiger           |

### Kreuztabelle
| 2019 | 2019                 | HJK Helsinki | Rovaniemi PS | Kuopion PS | FC Honka Espoo | Ilves Tampere | Vaasan PS | Inter Turku | FC Lahti | Seinäjoen JK | IFK Mariehamn | Helsingfors IFK | Kokkolan Palloveikot |
| 1.   | HJK Helsinki         |              | 2:2          | 1:1        | 0:1            | 0:0           | 1:1       | 2:1         | 4:0      | 2:2          | 2:1           | 1:1             | 3:1                  |
| 2.   | Rovaniemi PS         | 0:1          |              | 0:1        | 1:2            | 0:1           | 2:1       | 0:2         | 3:0      | 1:1          | 1:2           | 1:0             | 0:0                  |
| 3.   | Kuopion PS           | 0:0          | 2:2          |            | 0:3            | 1:0           | 5:0       | 2:0         | 5:1      | 0:1          | 0:0           | 1:1             | 3:1                  |
| 4.   | FC Honka Espoo       | 0:1          | 1:0          | 1:2        |                | 1:2           | 1:1       | 3:2         | 2:0      | 0:0          | 1:3           | 3:0             | 0:1                  |
| 5.   | Ilves Tampere        | 1:1          | 2:2          | 0:2        | 1:1            |               | 0:0       | 0:1         | 1:0      | 3:0          | 0:0           | 3:1             | 4:2                  |
| 6.   | Vaasan PS            | 1:1          | 0:1          | 1:2        | 2:3            | 1:2           |           | 1:2         | 1:1      | 1:1          | 2:1           | 3:2             | 2:2                  |
| 7.   | Inter Turku          | 4:1          | 3:0          | 1:0        | 3:1            | 2:3           | 1:1       |             | 2:0      | 1:2          | 1:0           | 3:2             | 2:1                  |
| 8.   | FC Lahti             | 3:0          | 1:2          | 3:3        | 3:2            | 1:0           | 1:1       | 1:1         |          | 1:1          | 0:1           | 0:0             | 1:0                  |
| 9.   | Seinäjoen JK         | 0:0          | 0:0          | 1:3        | 1:2            | 0:1           | 1:0       | 2:1         | 0:2      |              | 0:2           | 1:0             | 1:0                  |
| 10.  | IFK Mariehamn        | 0:2          | 2:0          | 3:4        | 2:2            | 0:1           | 1:0       | 1:2         | 0:1      | 1:0          |               | 1:3             | 3:0                  |
| 11.  | Helsingfors IFK      | 0:2          | 1:0          | 1:1        | 2:0            | 2:2           | 2:1       | 1:1         | 0:1      | 1:0          | 1:1           |                 | 3:2                  |
| 12.  | Kokkolan Palloveikot | 2:1          | 0:1          | 2:1        | 0:1            | 0:2           | 2:1       | 1:3         | 0:0      | 1:2          | 0:4           | 1:1             |                      |

## Meisterschaftsrunde
Die besten sechs Mannschaften der Hauptrunde spielten nochmals jeweils einmal gegeneinander.

Die Ergebnisse und Punkte aus der Hauptrunde wurden übernommen.
| Pl. | Verein           | Sp. | S  | U  | N  | Tore    | Diff. | Punkte |
| --- | ---------------- | --- | -- | -- | -- | ------- | ----- | ------ |
| 1.  | Kuopion PS       | 27  | 15 | 8  | 4  | 046:240 | +22   | 53     |
| 2.  | Inter Turku (P)  | 27  | 15 | 3  | 9  | 042:290 | +13   | 48     |
| 3.  | FC Honka Espoo   | 27  | 14 | 5  | 8  | 041:290 | +12   | 47     |
| 4.  | Ilves Tampere    | 27  | 13 | 8  | 6  | 034:250 | +9    | 47     |
| 5.  | HJK Helsinki (M) | 27  | 9  | 10 | 8  | 033:290 | +4    | 37     |
| 6.  | IFK Mariehamn    | 27  | 9  | 5  | 13 | 031:340 | −3    | 32     |

| (M) | amtierender Meister     |
| (P) | amtierender Pokalsieger |

| 2019           | Inter Turku | Kuopion PS | Ilves Tampere | HJK Helsinki | FC Honka Espoo | IFK Mariehamn |
| -------------- | ----------- | ---------- | ------------- | ------------ | -------------- | ------------- |
| Inter Turku    |             | 0:2        | –             | –            | 0:1            | 2:0           |
| Kuopion PS     | –           |            | 2:0           | 1:0          | 1:1            | –             |
| Ilves Tampere  | 1:0         | –          |               | 2:1          | 0:2            | –             |
| HJK Helsinki   | 0:1         | –          | –             |              | –              | 3:0           |
| FC Honka Espoo | –           | –          | –             | 3:1          |                | 3:0           |
| IFK Mariehamn  | –           | 0:1        | 2:2           | –            | –              |               |

## Abstiegsrunde
Die sechs schlechtesten Mannschaften der Hauptrunde spielten nochmals jeweils einmal gegeneinander.

Die Ergebnisse und Punkte aus der Hauptrunde wurden übernommen.
| Pl. | Verein                   | Sp. | S  | U  | N  | Tore    | Diff. | Punkte |
| --- | ------------------------ | --- | -- | -- | -- | ------- | ----- | ------ |
| 7.  | Helsingfors IFK (N)      | 27  | 10 | 9  | 8  | 037:340 | +3    | 39     |
| 8.  | FC Lahti                 | 27  | 9  | 9  | 9  | 029:360 | −7    | 36     |
| 9.  | Seinäjoen JK             | 27  | 7  | 9  | 11 | 018:290 | −11   | 30     |
| 10. | Rovaniemi PS             | 27  | 8  | 6  | 13 | 023:350 | −12   | 30     |
| 11. | Kokkolan Palloveikot (N) | 27  | 7  | 4  | 16 | 032:470 | −15   | 25     |
| 12. | Vaasan PS                | 27  | 3  | 10 | 14 | 030:450 | −15   | 19     |

| (N) | Neuaufsteiger |

| 2019                 | Seinäjoen JK | FC Lahti | Helsingfors IFK | Rovaniemi PS | Kokkolan Palloveikot | Vaasan PS |
| -------------------- | ------------ | -------- | --------------- | ------------ | -------------------- | --------- |
| Seinäjoen JK         |              | 0:0      | –               | –            | 0:2                  | 1:1       |
| FC Lahti             | –            |          | 2:2             | 3:0          | 1:4                  | –         |
| Helsingfors IFK      | 2:0          | –        |                 | 2:0          | 3:1                  | –         |
| Rovaniemi PS         | 1:0          | –        | –               |              | –                    | 2:1       |
| Kokkolan Palloveikot | –            | –        | –               | 4:1          |                      | 2:3       |
| Vaasan PS            | –            | 1:2      | 2:3             | –            | –                    |           |

## Play-off Europa League
Die Mannschaften drei bis sechs sowie das beste Team der Abstiegsrunde waren qualifiziert, den dritten Teilnehmer für die Europa League zu ermitteln. Da Ilves Tampere bereits als Pokalsieger für die Europa League qualifiziert war, rückte der FC Lahti als Zweitplatzierter der Abstiegsrunde nach. In den ersten beiden Runden mit je einem Spiel hatte das besser platzierte Team Heimrecht. Der Dritte der Meisterrunde stieg erst im Finale mit Hin- und Rückspiel ein.

### 1. Runde
| Datum                        |               | Ergebnis              |                 |
| ---------------------------- | ------------- | --------------------- | --------------- |
| 23. Oktober 2019, 18:30 OESZ | HJK Helsinki  | 2:2 n. V. (4:1 i. E.) | FC Lahti        |
| 23. Oktober 2019, 18:30 OESZ | IFK Mariehamn | 0:0 n. V. (4:2 i. E.) | Helsingfors IFK |

### 2. Runde
| Datum                       |              | Ergebnis |               |
| --------------------------- | ------------ | -------- | ------------- |
| 27. Oktober 2019, 18:30 OEZ | HJK Helsinki | 1:2      | IFK Mariehamn |

### Finale
Das Hinspiel fand am 30. Oktober, das Rückspiel wird am 3. November ausgetragen.
|               | Gesamt |                | Hinspiel | Rückspiel |
| ------------- | ------ | -------------- | -------- | --------- |
| IFK Mariehamn | 1:3    | FC Honka Espoo | 1:2      | 0:1       |

## Relegation
Das Hinspiel fand am 24. Oktober, das Rückspiel wurde am 27. Oktober ausgetragen.
|          | Gesamt |                      | Hinspiel | Rückspiel |
| -------- | ------ | -------------------- | -------- | --------- |
| Turku PS | 3:0    | Kokkolan Palloveikot | 0:0      | 3:0       |

## Torschützenliste
| Platz | Spieler             | Mannschaft      | Tore |
| ----- | ------------------- | --------------- | ---- |
| 01.   | Filip Valenčič      | Inter Turku     | 16   |
| 02.   | Lauri Ala-Myllymäki | Ilves Tampere   | 12   |
| 02.   | Borjas Martín       | FC Honka Espoo  | 12   |
| 04.   | Timo Furuholm       | Inter Turku     | 10   |
| 04.   | Tiquinho            | Helsingfors IFK | 10   |
| 06.   | Luís Henrique       | Helsingfors IFK | 8    |
| 06.   | Denys Oliynyk       | Seinäjoen JK    | 8    |
| 06.   | Lucas Rangel        | Kuopion PS      | 8    |